# Лукавцы (Ельский район)
Лукавцы (бел. Лукаўцы) — деревня в Старовысоковском сельсовете Ельского района Гомельской области Белоруссии.

## География

### Расположение
В 35 км от районного центра и железнодорожной станции Ельск (на линии Калинковичи — Овруч), в 212 км от Гомеля.

## Гидрография
На юге, севере и западе мелиоративные каналы, соединённые с рекой Батывля (приток реки Словечна).

## Транспортная сеть
Транспортные связи по автодороге, которая связывает деревню из Ельском. Планировка состоит из чуть изогнутой улицы, ориентированной с юго-востока на северо-запад. Застроена неплотно, деревянными домами усадебного типа.

## История
По письменным источникам известна с XIX века как хутор в Скороднянской волости Мозырского уезда Минской губернии. В 1879 году упоминается как селение Скороднянского церковного прихода. В 1931 году жители вступили в колхоз. Во время Великой Отечественной войны в июле 1942 года оккупанты сожгли деревню. 14 жителей погибли на фронте. В 1959 году в составе колхоза «40 лет Октября» (центр — деревня Дуброва).

## Население

### Численность
- 2004 год — 13 хозяйств, 20 жителей.

### Динамика
- 1897 год — 6 дворов, 47 жителей (согласно переписи).
- 1908 год — 9 дворов, 58 жителей.
- 1917 год — 100 жителей.
- 1940 год — 46 дворов, 167 жителей.
- 1959 год — 186 жителей (согласно переписи).
- 2004 год — 13 хозяйств, 20 жителей.